# 新庄坡遗址
新庄坡遗址，位于中国青海省民和县峡门乡石家庄村，为青海省市县级文物保护单位，公布日期为1987年4月16日，类型为古遗址。
新庄坡遗址的历史年代为唐汪式。